# Honda EV Plus
Honda EV Plus — экспериментальный электромобиль производства японской компании Honda. Являлся первым аккумуляторным электромобилем Honda, в котором не применялись свинцово-кислотные аккумуляторы. Всего было выпущено около 340 моделей EV Plus. Производство EV Plus было завершено в 1999 году, поскольку компания Honda объявила о производстве своего первого гибридного автомобиля Honda Insight.

## Описание
Разработка Honda EV Plus началась в апреле 1988 года. Первая команда по производству электромобилей Honda состояла всего из четырёх человек. Honda была последней японской автомобильной компанией, которая начала работу над электромобилями.
Недостатки модели:
- Тяговые электродвигатели, которые были мощными или эффективными, были слишком велики для установки.
- Плотность накопления энергии с использованием существующей свинцово-кислотной технологии также была слишком низкой.
- Время, необходимое для подзарядки, было неудобным[3].

Помимо технических проблем, в конце 1990 года в Калифорнии был издан мандат на автомобили с нулевым уровнем выбросов (ZEV), требующий от производителей продавать 2% от общего объёма продаж, начиная с 1998 года. Ввиду этого компания Honda выделила около 100 сотрудников, чтобы начать полномасштабную разработку электромобилей в начале 1991 года.
Первый прототип был спроектирован на основе трёхдверного хетчбэка Honda Civic, модернизированного коммерчески доступным электродвигателем и свинцово-кислотными батареями, а также модифицированного многочисленными мерами по снижению веса, включая алюминиевые панели кузова и акриловые пластиковые окна. Его производство завершилось в июле 1991 года. Хотя члены проектной группы EV были рады, что он работоспособен, руководитель проекта Дзюнъичи Араки (англ. Junichi Araki) был в ярости: «Вы называете это автомобилем? Что, чёрт возьми, вы только что сделали? Почему бы вам просто не выкопать яму и не закопать её!» (англ. «You call this a car? What the heck did you just make? Why don't you just dig a hole, and bury it!»). В течение следующих двух часов Араки объяснял свой гнев: готовый продукт был позорным компромиссом и просто оправданием неопытности Honda с электромобилями. «До тех пор, пока мы продолжаем пробовать различные меры в проекте, каждый автомобиль, который мы производим, должен представлять собой опыт, который ведет к следующему шагу. Если автомобиль не приносит большего опыта, мы можем не строить его. Я был так разочарован тем, что они не вложили больше страсти в проект» (англ. «As long as we continue trying a variety of measures in a project, each car we produce must constitute a learning experience that leads to the next step. If a car doesn't lead to greater experience, we might as well not build it. I was so disappointed that they hadn't put more passion into the project»). Команда переориентировала свою цель «сделать хороший электромобиль без компромиссов» (англ. «to make a good electric vehicle, with no compromises»).
Например, команда по силовым установкам проекта Honda EV начала работать с производителями аккумуляторов, предлагая формат и размер аккумулятора, которые позже были приняты в качестве глобального стандарта. Кроме того, началась разработка собственного бесщёточного двигателя постоянного тока, так как коммерчески доступные двигатели были недостаточно эффективными. К июню 1992 года начались разработки концептуального автомобиля Honda EV-X, представленного в 1993 году на Токийском автосалоне, и испытания силового агрегата с Clean Urban Vehicle-4 (CUV-4). Сбор данных испытаний начался в августе 1994 года. В течение следующих двух лет парк из десяти CUV-4 должен был проехать в общей сложности 130000 км в партнёрстве с калифорнийскими коммунальными компаниями Pacific Gas & Electric (пять из них) и Southern California Edison (три из них).
Эти испытания убедили компанию Honda в том, что свинцово-кислотные аккумуляторы не подходят в качестве основного накопителя для электромобилей серийного уровня. CUV-4 имел ограниченный запас хода от 40 до 50 км, что привело к корректировке основных характеристик автомобиля, которые позже были реализованы в EV Plus, включая напряжение аккумулятора, химию и мощность двигателя. Прототип EV Plus был выпущен в декабре 1995 года, а производство было одобрено в январе 1996 года. Первый серийный EV Plus сошёл с конвейера в апреле 1997 года в Таканедзаве.

## Галерея

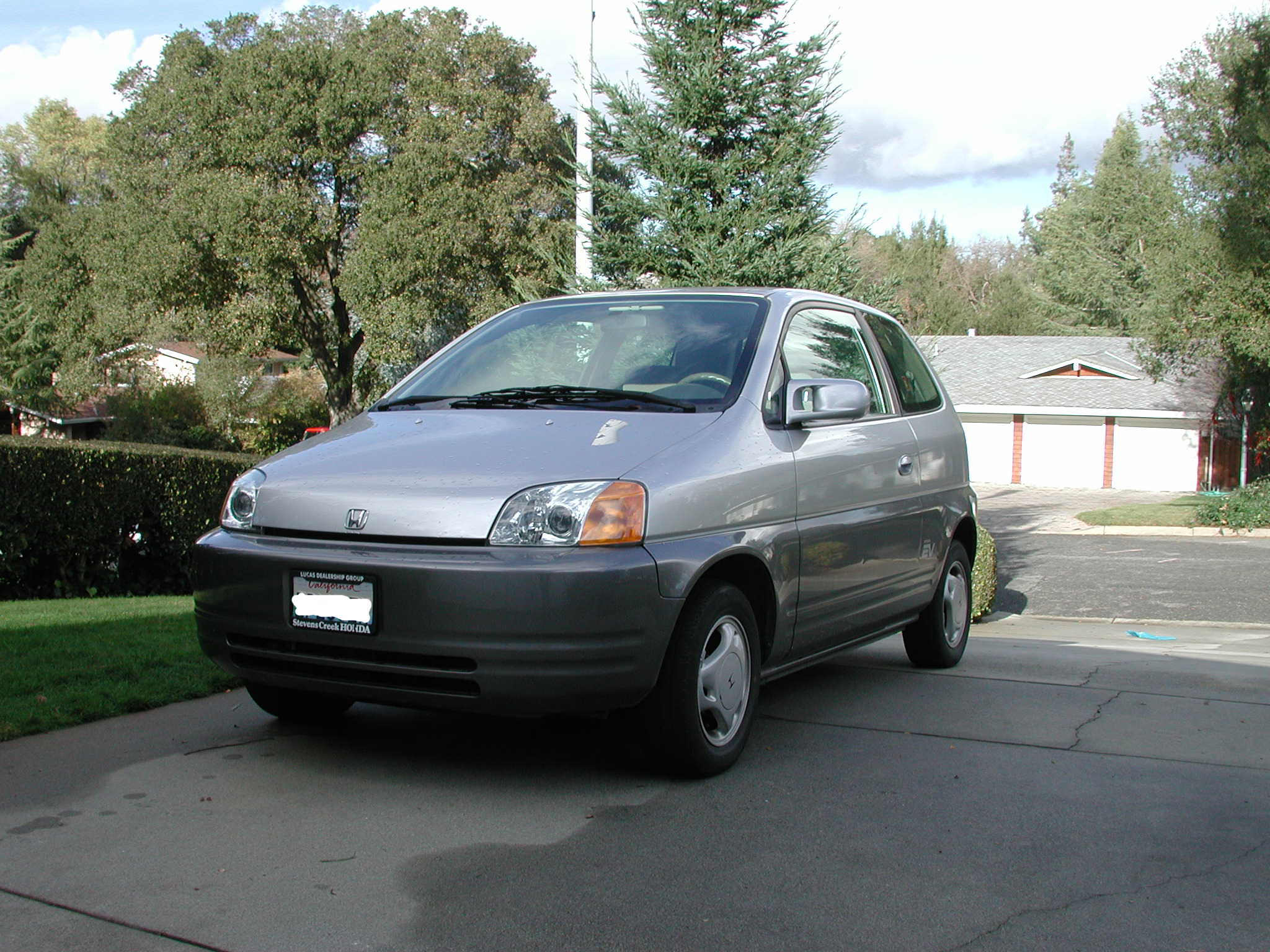
Вид спереди
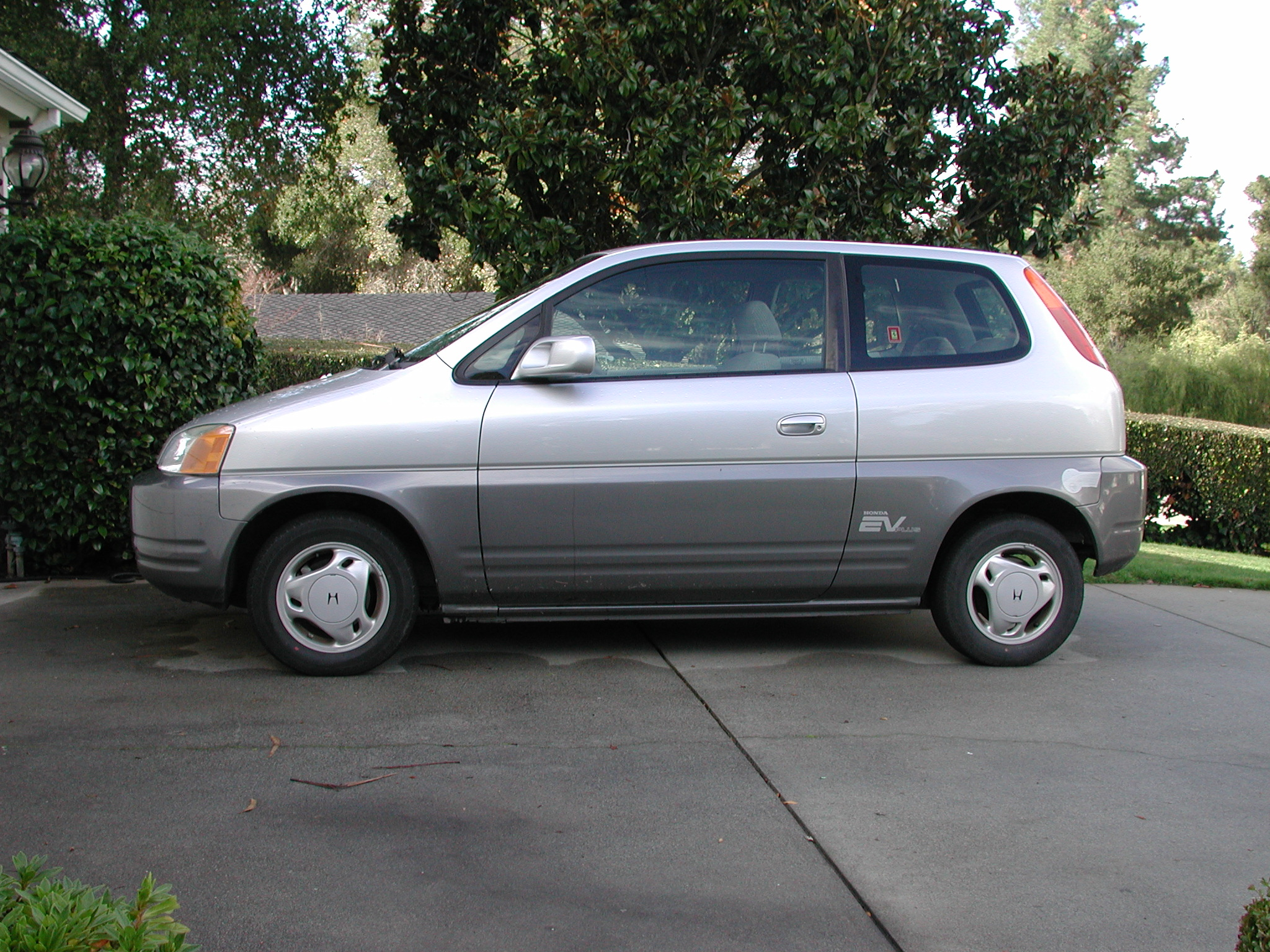
Вид сбоку
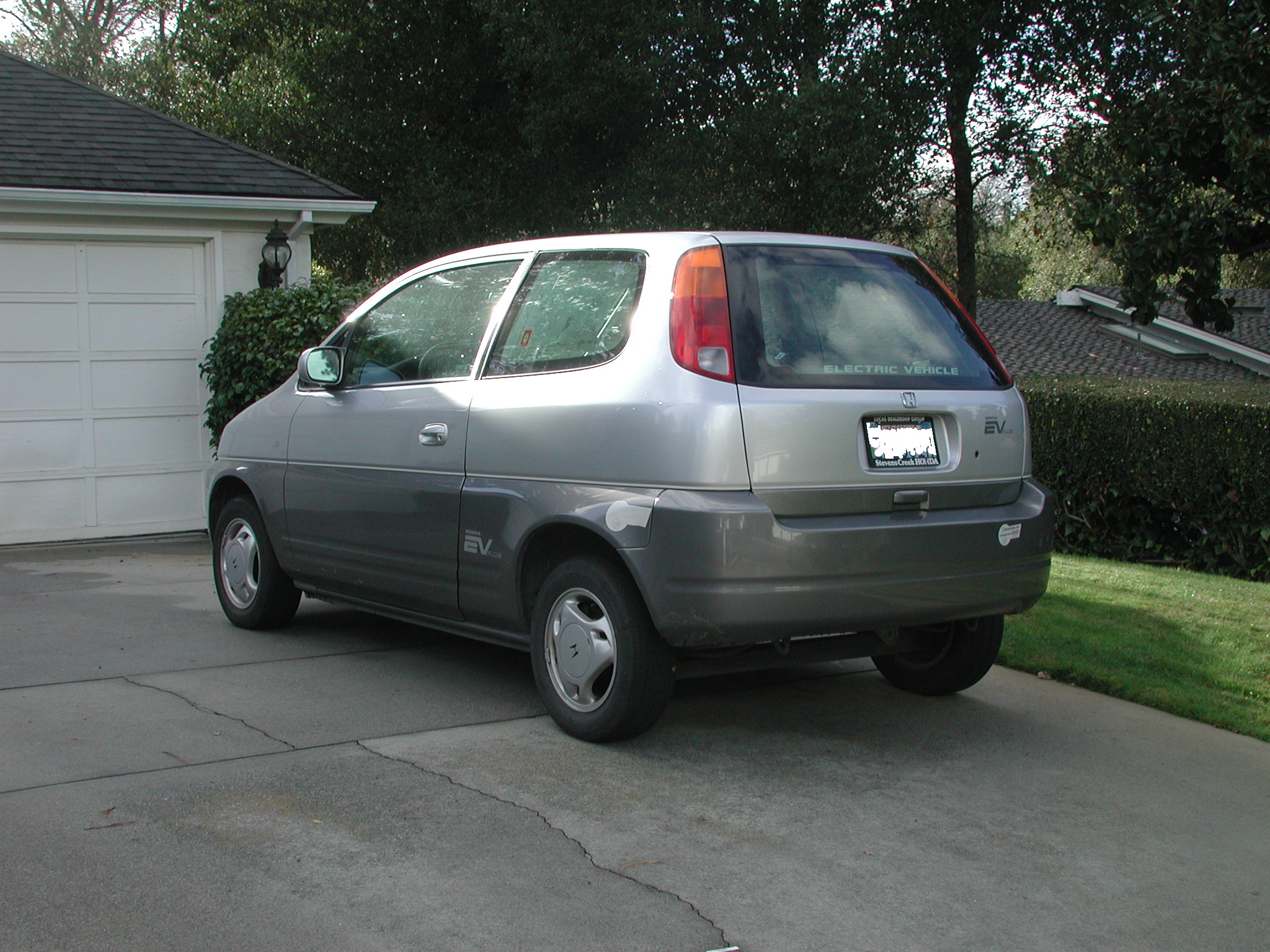
Вид сзади
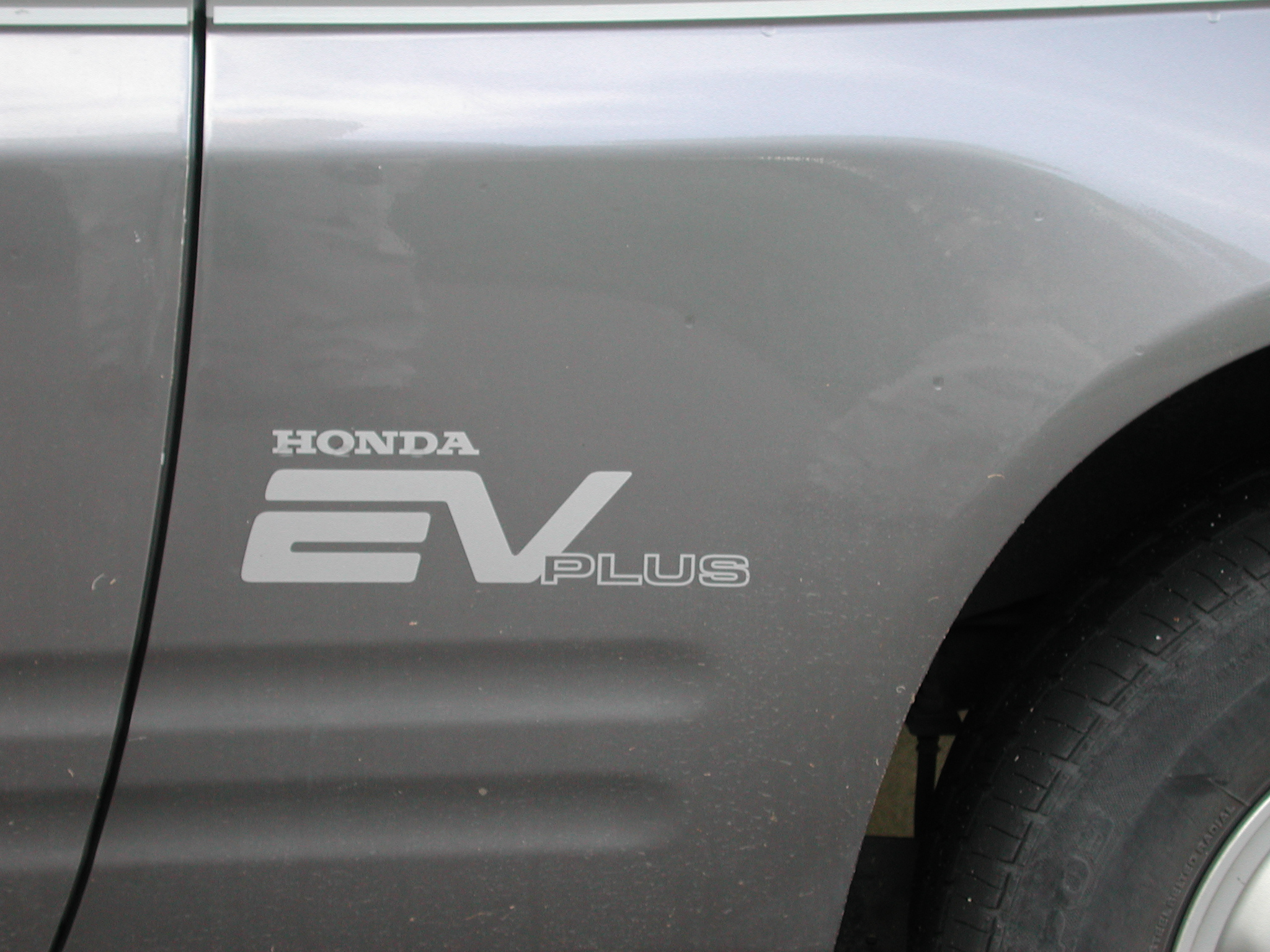
Шильдик
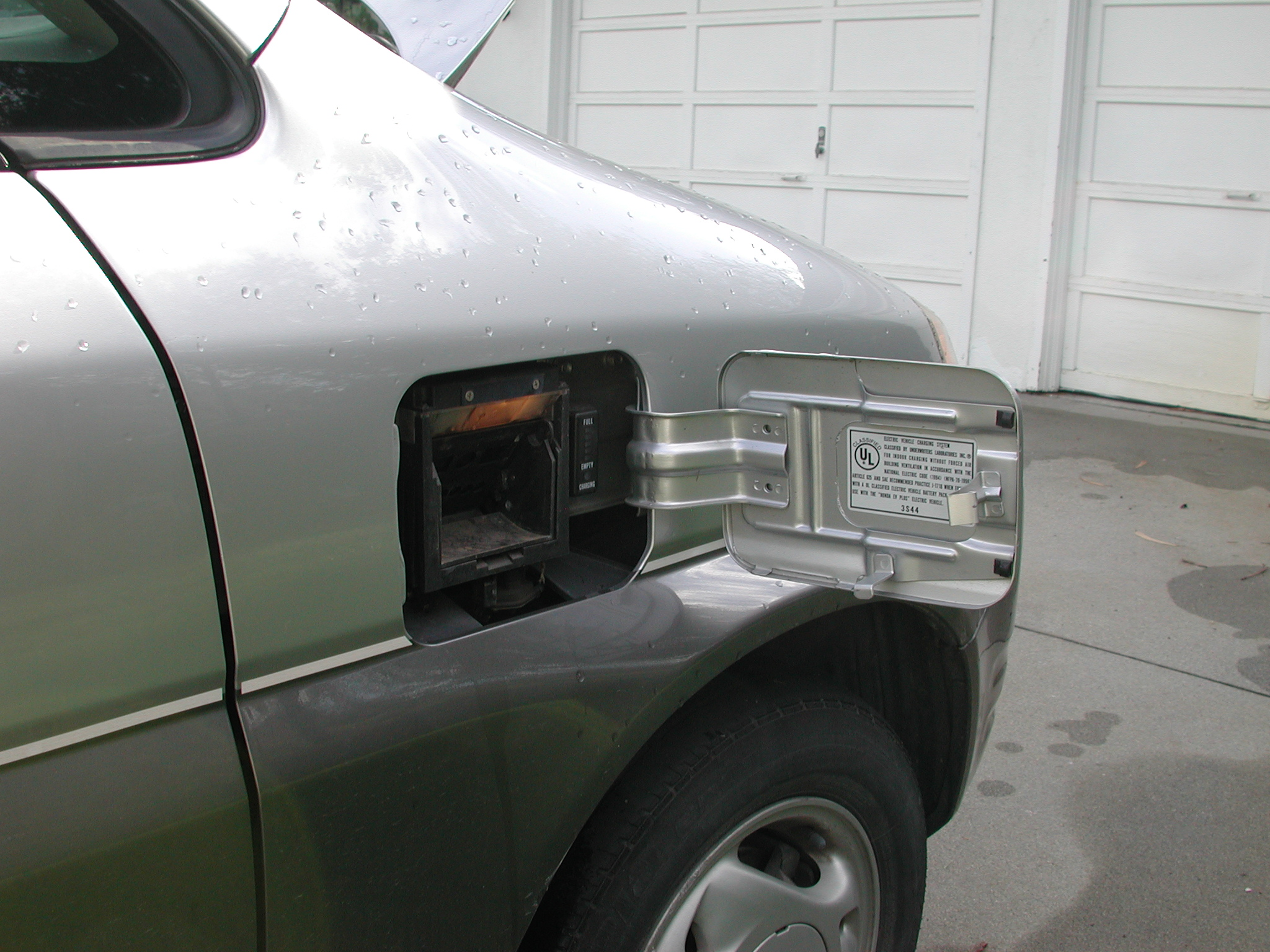
Зарядный порт Avcon и маркировка UL
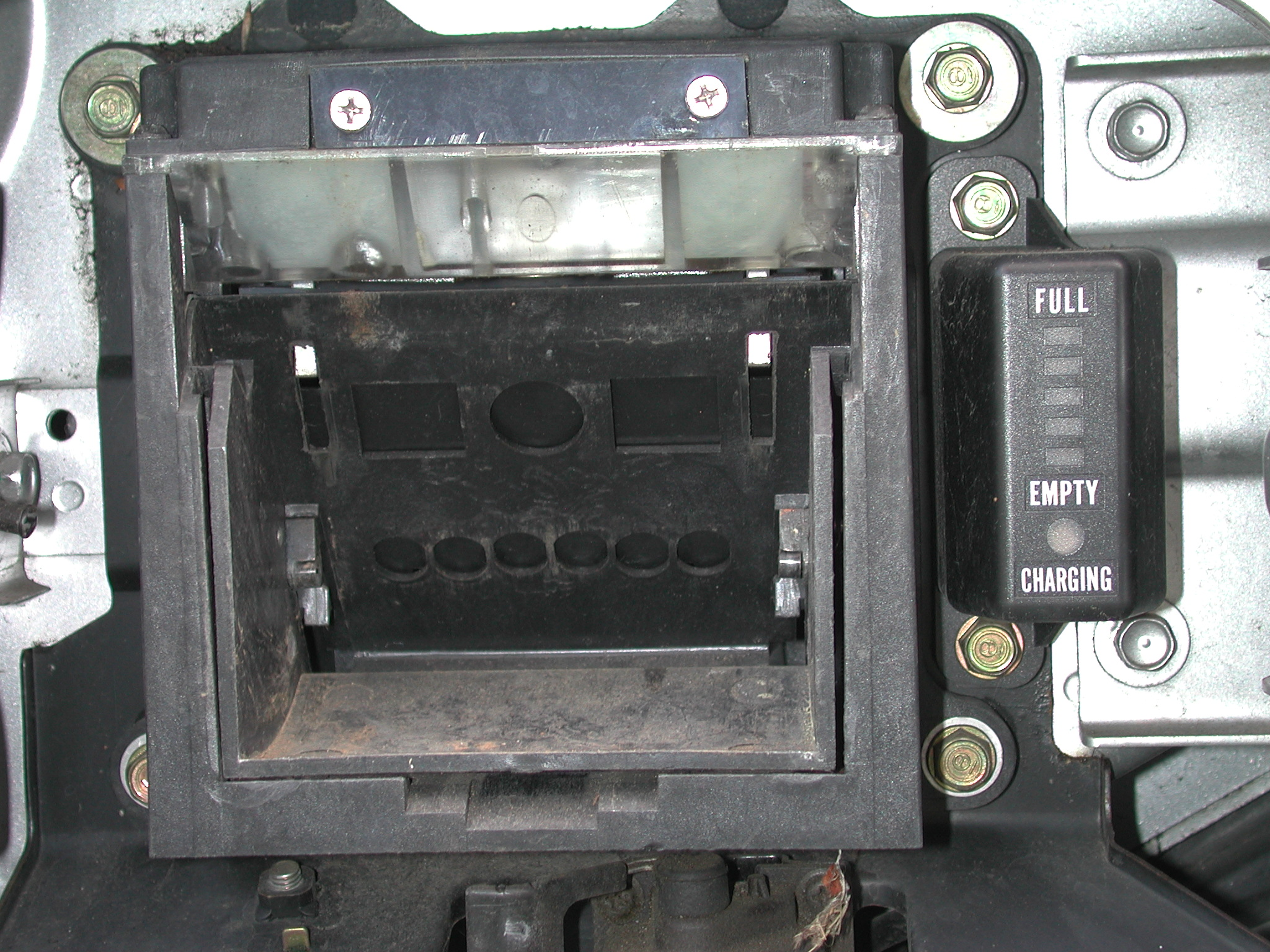
Зарядный порт Avcon крупным планом
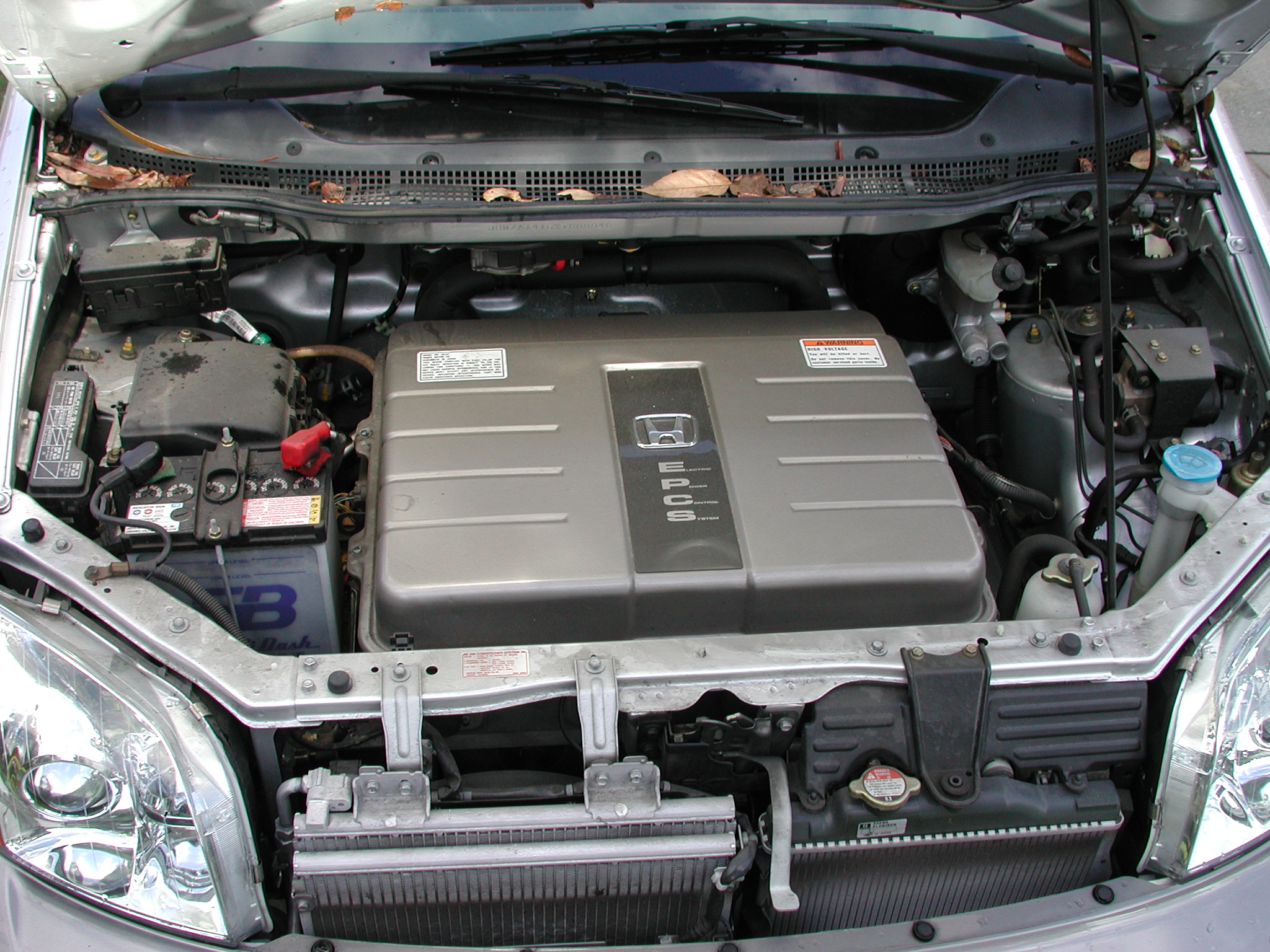
Моторный отсек
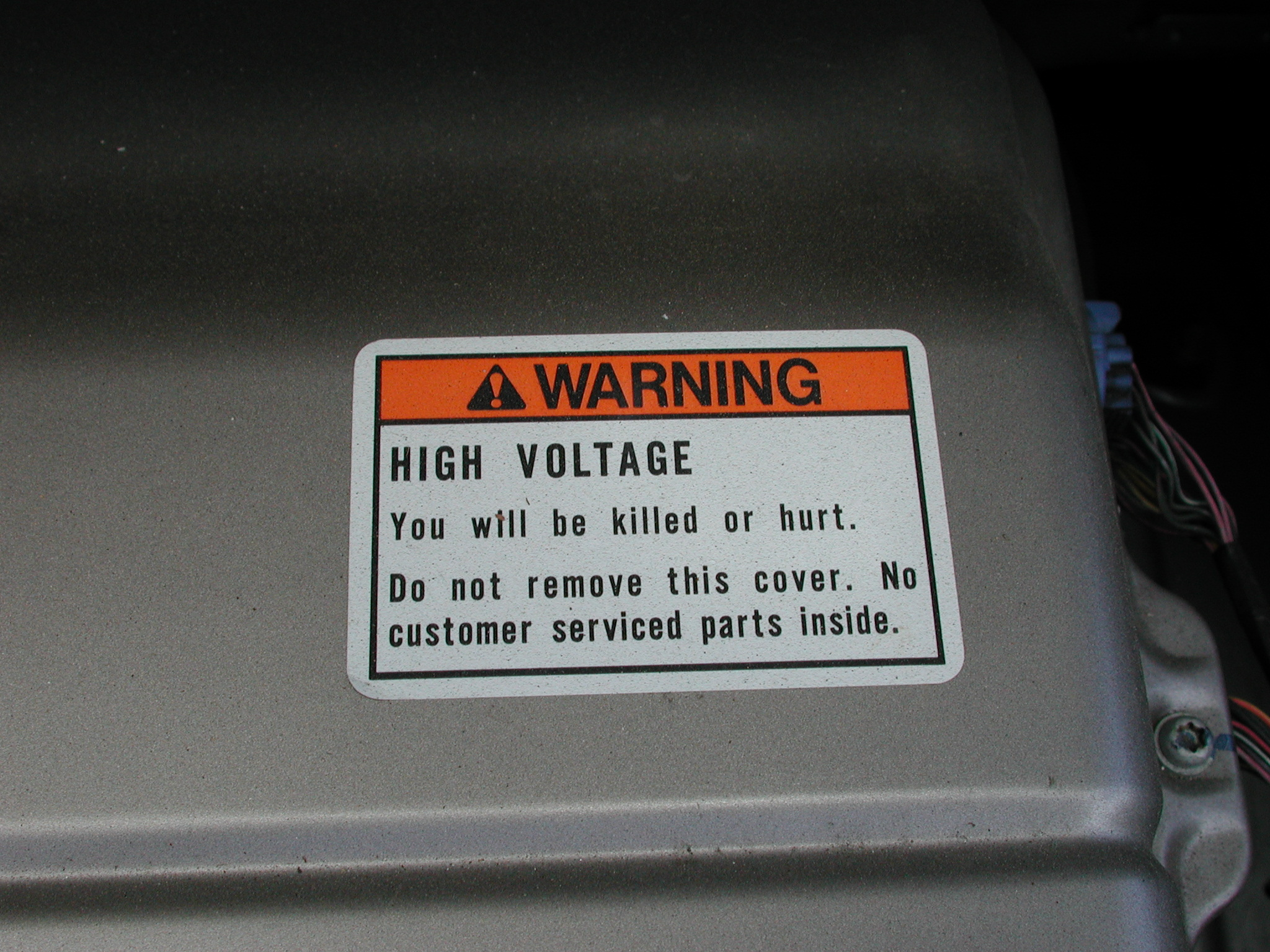
Предупредительная этикетка на контроллере двигателя
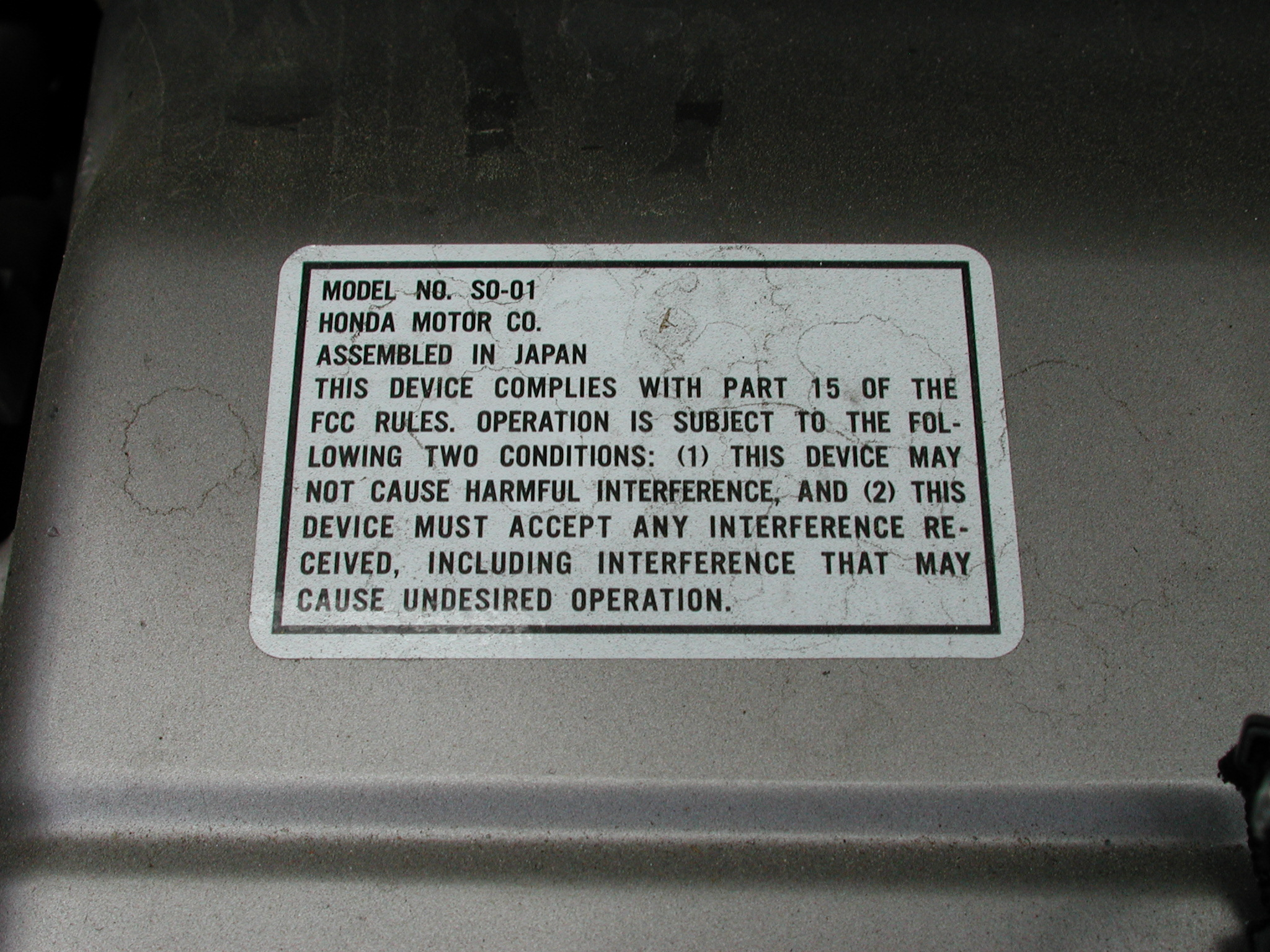
Этикетка FCC на контроллере двигателя
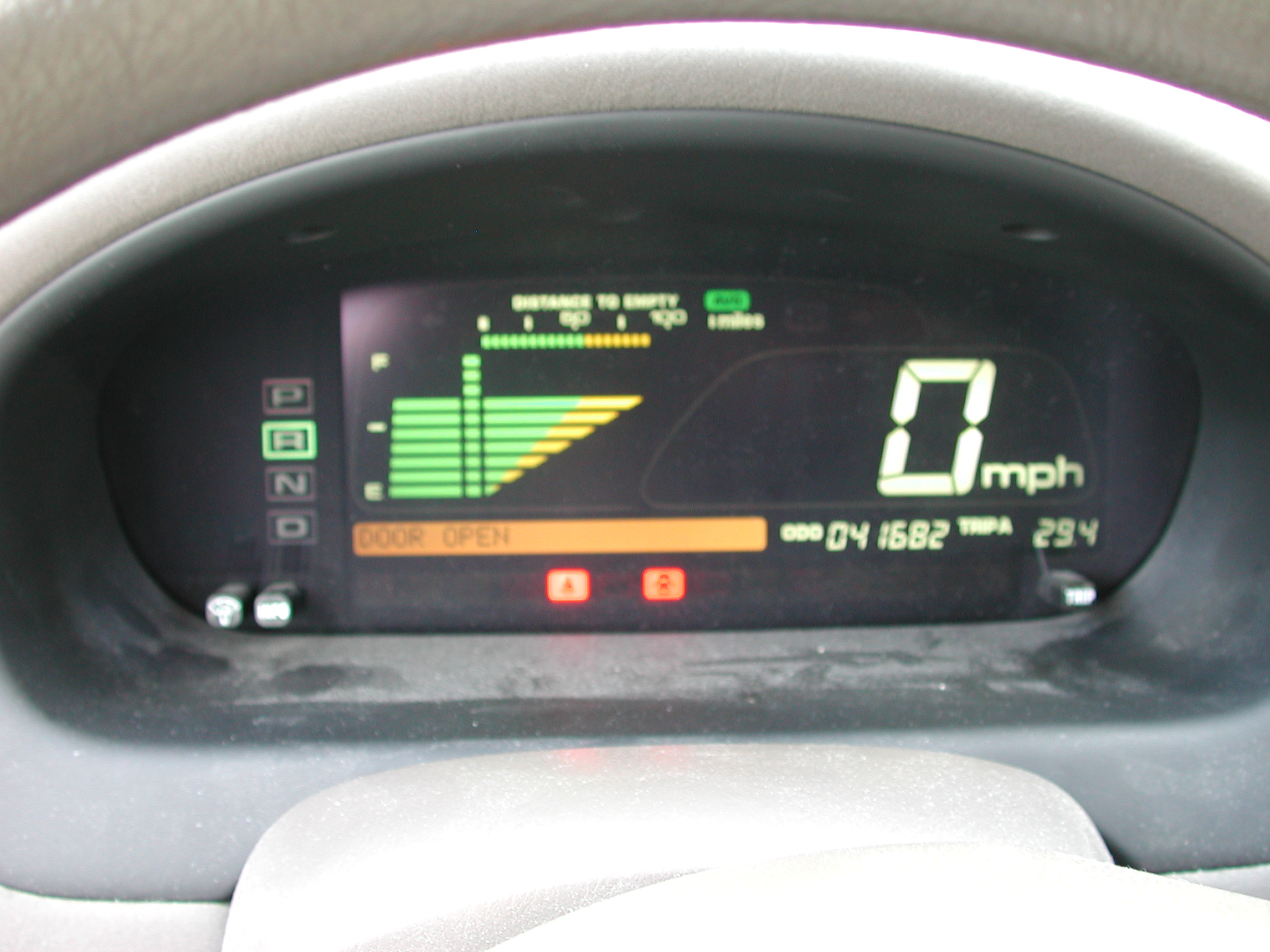
Приборная панель
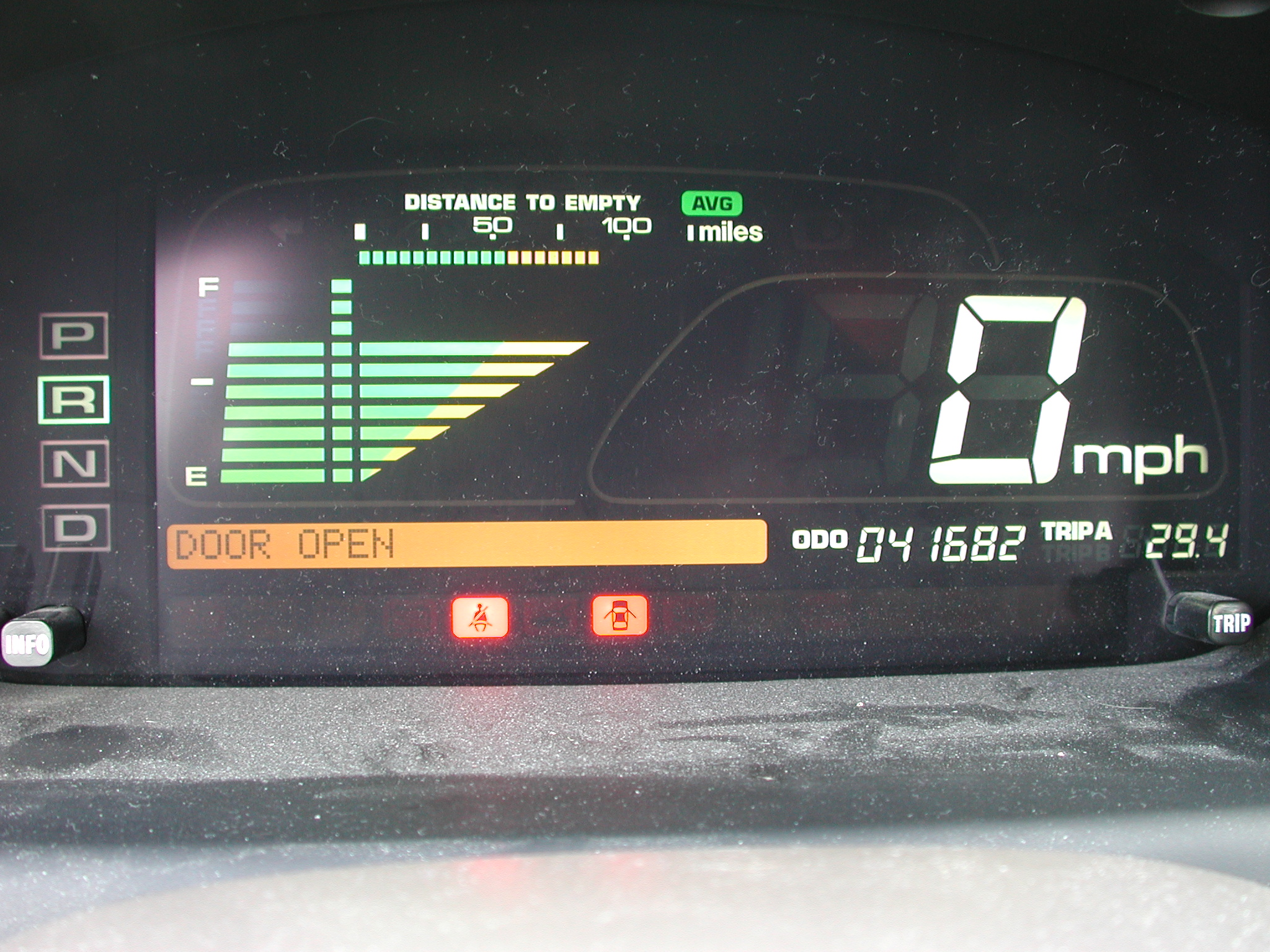
Приборная панель крупным планом